# Кузьник (Любуське воєводство)
Кузьник (пол. Kuźnik) — село в Польщі, у гміні М'єндзижеч Мендзижецького повіту Любуського воєводства.
Населення — 223 особи (2011).
У 1975-1998 роках село належало до Гожовського воєводства.

## Демографія
Демографічна структура станом на 31 березня 2011 року:
|          | Загалом | Допрацездатний вік | Працездатний вік | Постпрацездатний вік |
| -------- | ------- | ------------------ | ---------------- | -------------------- |
| Чоловіки | 108     | 21                 | 78               | 9                    |
| Жінки    | 115     | 25                 | 77               | 13                   |
| Разом    | 223     | 46                 | 155              | 22                   |